# مطار الجديدة
مطار الجديدة هو مطار سابق كان يتواجد بمدينة الجديدة، بطول ستة مئة وعشرين مترا وعلو ثلاثين مترا على سطح البحر.

## تارخيه
شيد هذا المطار سنة 1960، لكنه تحول إلى جماعات سكنية وذلك سنة 1999 بسبب قلة هبوط الطائرات فيه.